# Árabe mesopotâmico

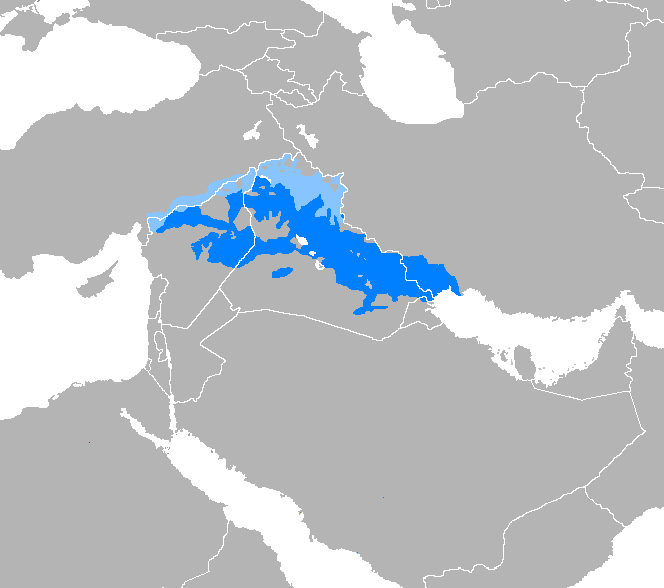

O árabe mesopotâmico (em árabe padrão: لهجة بلاد الرافدين, blād ālrāfdyn), também conhecido com árabe mesopotâmico gelet e árabe iraquiano ([ISO 639-3]), é um contínuo dialetal mutuamente inteligíveis de variantes do árabe faladas por população da bacia da Mesopotâmia do Iraque, bem como em áreas fronteiriças com a Síria, o Irão e a Turquia.

## História
O árabe mesopotâmico tem um estrato aramaico-siríaco e também compartilha influências significativas das antigas línguas mesopotâmicas dos acadianos, sumérios e babilônios, além de persa, turco, curdo e grego. Diz-se que é a variante árabe mais influenciada pelo aramaico-siríaco, devido ao fato deste ter se originado na Mesopotâmia e se espalhado por todo o Médio Oriente (Crescente Fértil) durante o Império Neoassírio, tornando-se a língua franca do toda a região antes do Islão. Árabes iraquianos e assírios são os maiores povos semitas do Iraque, compartilhando semelhanças significativas na língua entre o árabe mesopotâmico e o siríaco.

## Variantes
O árabe mesopotâmico tem dois principais grupos: o árabe mesopotâmico meridional (gelet, em língua árabe) e o árabe mesopotâmico setentrional (qeltu, em língua árabe). Uma distinção reconhecida entre essas duas variantes são diversas formas da expressão "eu disse".
O grupo gelet inclui dialetos da área do Rio Tigre, sendo as formas mais conhecidas o badgadi (da capital iraquiana Bagdá) e o furati (falado por populações do Rio Eufrates). Também há a variante cuzistani, falada na província iraniano do Cuzistão.
O grupo qeltu inclui o agrupamento de variantes ao norte do Rio Tigre, como os dialetos da Anatólia e o cipriota.
Em Bagdá, há três subvariantes: uma falado por muçulmanos (o árabe muçulmano bagdadiano), uma por judeus (o árabe judeu-bagdadiano) e uma por cristãos (e o árabe cristão bagdadiano). Aquele falado por muçulmanos é considerado o árabe bagdadiano padrão, uma língua franca de todo o Iraque, e é uma subvariante meridional. Já as faladas por judeus e cristãos são consideradas subvariantes setentrionais, supostamente por serem reminiscentes do árabe sírio e apresentarem características qeltu, o que em verdade é uma insignificante afinidade.
As variantes do árabe iraquiano, tanto o gelet como o qeltu têm alguns falantes no extremo leste da Síria. Algumas características do árabe palestino rural também aparecem no iraquiano. O árabe iraquiano medieval, conforme certos registros, deve ter sido o de padrão qeltu. Alguns estudiosos, como Joshua Blau, pensam que as características gelet na principal linha do atual árabe iraquiano são resultado de um processo de "rebeduinização". Similaridades como o árabe do Golfo e persistências do qeltu nos dialetos cristão e judeu ajudam a confirmar essa opinião.